# There's Only Now
Albums de Eskobar
Til We're Dead
(2000) A Thousand Last Chances
(2004)
There's Only Now est le deuxième album du groupe suédois Eskobar, sorti en 2001 sous le label V2 Records.
Grâce au single Someone New, interprété en duo avec Heather Nova et sorti en 2002, le groupe accède à une reconnaissance internationale.

## Pistes de l'album
1. Move On
2. Why London
3. On The Ground
4. Into Space
5. Tell Me I'm Wrong
6. Worship You
7. Save The Day
8. Something Is Lost
9. Skyscraper
10. Someone New (avec Heather Nova)
11. Snowman
12. Tumbling Down (piste bonus)
13. On a Train (piste bonus)
14. Good Day for Dying (piste bonus)
15. She's Not Here (piste bonus)
16. Love (piste bonus)

Les pistes bonus, toutes extraites du premier album Til We're Dead, ont été publiées sur l'édition française de ce second album.

## Singles de l'album
- Into Space (2001)
- Tell Me I'm Wrong (2001)
- Someone New (avec Heather Nova) (2002)
- On The Ground (2002)
- Move On (2002)